# ハーラーハラ

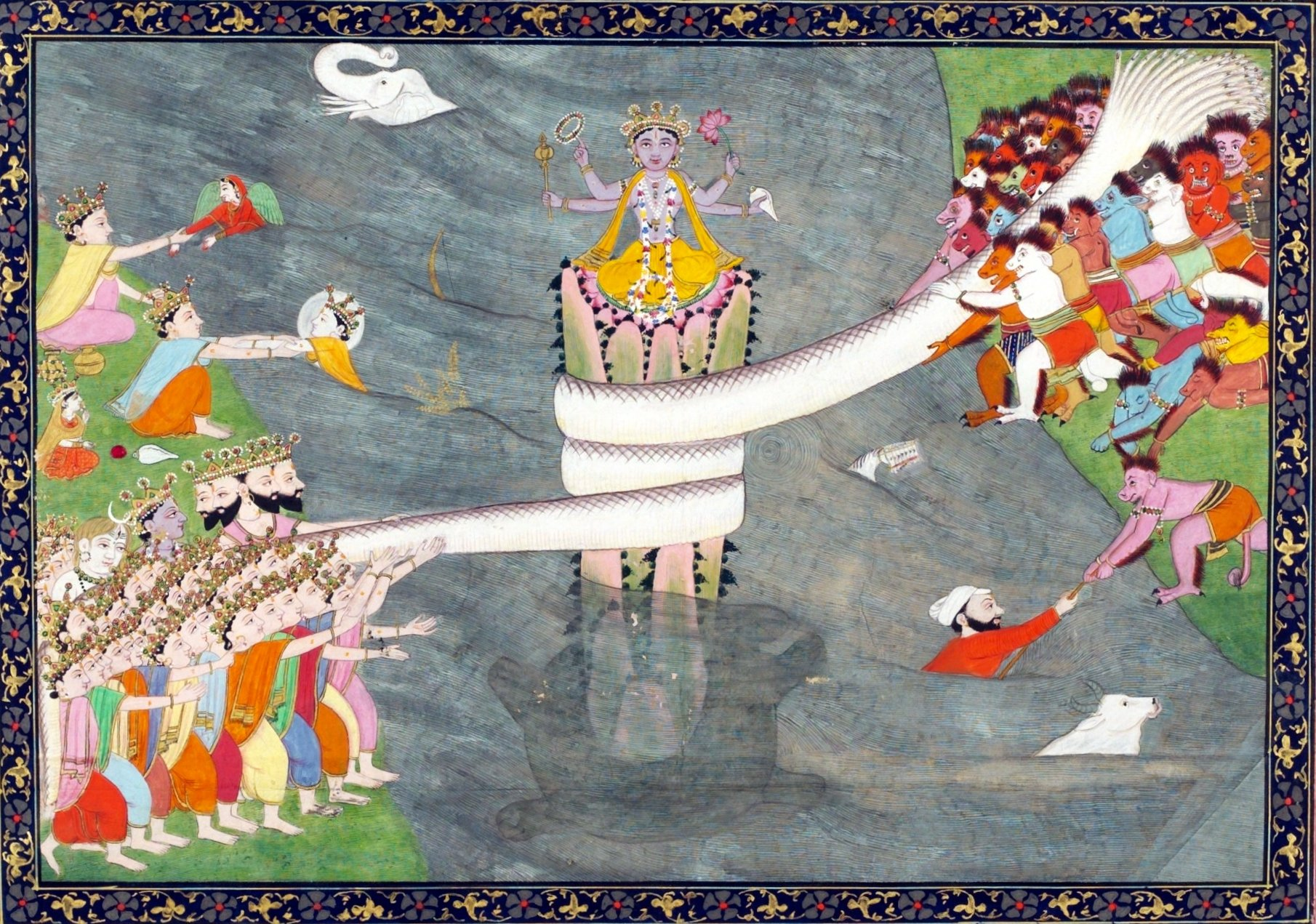
乳海攪拌の様子。攪拌するための綱の役を担うナーガ王ヴァースキ。19世紀。

ハーラーハラ（梵: हलाहल, Hālāhala）あるいはカーラクータ（梵: कालकूटं, Kālakūṭa）は、インド神話に登場する猛毒である。神々とアスラたちが不死の霊薬アムリタを創造したとされる乳海攪拌の際に生じ、世界を滅ぼすほど強力だったと伝えられている。ハーラーハラは叙事詩『マハーバーラタ』のバージョンには登場せず、『ラーマーヤナ』以降のバージョンに登場する。またプラーナ文献ではシヴァ神の別名ニーラカンタ（Nīlakaṇṭha, 青い喉を持つ者の意）の由来譚となっている。

## 神話

### 『ラーマーヤナ』
『ラーマーヤナ』によると、ハーラーハラはナーガ王ヴァースキが吐いた毒である。神々とアスラは乳海を攪拌する際の攪拌棒にマンダラ山を用い、マンダラ山に巻き付けて引っ張る綱の代わりにヴァースキを用いた。しかしヴァースキは両側から引っ張られる苦しみに耐えかねて石を噛み、猛毒ハーラーハラを吐いた。猛毒の威力はすさまじく、全世界を焼き尽くすかのように思われた。しかしそのとき、神々から救援を求められたシヴァ神が猛毒を飲み干したおかげで世界は救われた。

### プラーナ文献
『バーガヴァタ・プラーナ』でもヴァースキが乳海攪拌の際に綱の役を担ったことは同じだが、ハーラーハラはヴァースキが吐いた毒ではなく、乳海から生み出された最初のものであると語られている。乳海が激しく攪拌されたため、乳海にすむ生物たちは非常な興奮状態に陥った。その結果、アムリタが生まれる前にハーラーハラが生まれた。この猛毒の影響で海は煮え立ち、猛威を振るって瞬く間に広がっていった。恐れをなした全生物の長たちはカイラーサ山に行き、シヴァ神に助けを求めた。そこでシヴァは乳海に行き、両手でハーラーハラをすくって飲み干した。しかしこの猛毒が原因でシヴァの首は青黒い色に染まった。またシヴァの手から少量の毒がこぼれ落ちて、サソリやヘビ、毒草やその他の噛む生き物の毒となった。
このシヴァ神の尽力のおかげで神々はハーラーハラの危機を脱した。神々とアスラは乳海の攪拌を続け、様々な財宝、ラクシュミーやダヌヴァンタリといった神的存在、霊薬アムリタを生み出すことができた。
『アグニ・プラーナ』や『マツヤ・プラーナ』、『パドマ・プラーナ』、『スカンダ・プラーナ』 などでも乳海攪拌の際に猛毒が現れたが、シヴァ神が飲みこむことで取り除いたと語られている。またシヴァ神はニーラカンタと呼ばれるようになったことも語られている。